# Salvador Rosa Gómez
Salvador Rosa Gómez (Benifaió, Ribera Alta, 15 de setembre de 1937) va ser un ciclista valencià, que fou professional entre 1960 i 1965. De la seva carrera destaca sobretot la victòria al Trofeu Jaumendreu de 1962.

## Palmarès
- 1961
  - Vencedor d'una etapa a la Volta a Andalusia
- 1962
  - 1r al Trofeu Jaumendreu

### Resultats a la Volta a Espanya
- 1961. 42è de la classificació general
- 1962. 20è de la classificació general
- 1964. 26è de la classificació general
- 1965. Abandona

### Resultats al Giro d'Itàlia
- 1961. 63è de la classificació general